# Gare de Saulon
La gare de Saulon est une gare ferroviaire française de la ligne de Dijon-Ville à Saint-Amour, située au hameau de Layer, à proximité du village centre sur le territoire de la commune de Saulon-la-Chapelle dans le département de la Côte-d'Or en région Bourgogne-Franche-Comté. 
Elle est mise en service en 1882 par la Compagnie des chemins de fer de Paris à Lyon et à la Méditerranée (PLM).
C'est une halte voyageurs de la Société nationale des chemins de fer français (SNCF), desservie par des trains TER Bourgogne-Franche-Comté.

## Situation ferroviaire
Établie à 209 mètres d'altitude, la gare de Saulon est située au point kilométrique (PK) 327,528 de la ligne de Dijon-Ville à Saint-Amour, entre les gares d'Ouges et de Longecourt. 

## Histoire
La station de Saulon est officiellement mise en service le 20 juin 1882 par la Compagnie des chemins de fer de Paris à Lyon et à la Méditerranée (PLM), lorsqu'elle ouvre à l'exploitation la voie unique de la section de Dijon à Seurre de sa ligne de Dijon à Saint-Amour. C'est une station de 4e classe établie sur un palier à 7 200,90 mètres de celle de Dijon. Elle dispose d'un bâtiment voyageurs, d'une halle à marchandises avec quai découvert, d'un abri, d'un pavillon d'aisances, de deux quais et de voies de service.
La halte est rénovée au début des années 2000, dans le cadre régional d'une convention de modernisation des gares TER réalisée en partenariat par l'État, le Conseil Régional de Bourgogne et la SNCF. Les travaux ont notamment concerné la peinture, la rénovation du mobilier et l'amélioration de l'information présente dans la halte.
Au début de l'année 2016, le conseil de la Communauté de communes du Sud Dijonnais vote un investissement de 30 000 euros pour l'aménagement du parking et des accès piéton de la gare.

## Fréquentation
De 2015 à 2023, selon les estimations de la SNCF, la fréquentation annuelle de la gare s'élève aux nombres indiqués dans le tableau ci-dessous.
| Année     | 2015   | 2016   | 2017   | 2018   | 2019   | 2020  | 2021  | 2022   | 2023   |
| --------- | ------ | ------ | ------ | ------ | ------ | ----- | ----- | ------ | ------ |
| Voyageurs | 11 223 | 12 051 | 12 828 | 10 578 | 13 891 | 9 809 | 7 968 | 16 714 | 19 378 |

## Services des voyageurs

### Accueil
Halte SNCF, c'est un point d'arrêt non géré (PANG) à accès libre.
Un passage de niveau piéton permet la traversée des voies et l'accès aux quais.

### Desserte
Saulon est desservie par des trains du réseau TER Bourgogne-Franche-Comté de la relation Dijon-Ville - Bourg-en-Bresse (ou Seurre).

### Intermodalité
Le stationnement des véhicules est possible à proximité de l'ancien bâtiment voyageurs.

## Patrimoine ferroviaire
L'ancien bâtiment voyageurs de type PLM 3e classe est situé à côté de l'entrée de la halte SNCF. 

## Site EIV Bourgogne de Saulon-la-Chapelle
L'Établissement industriel voie équipement (EIV) Bourgogne de Saulon-la-Chapelle est embranché sur la ligne à proximité de la gare. Il dispose d'une surface de 305 070 m2 située sur les communes de Saulon-la-Chapelle et de Bretenières.
Cet ancien site militaire est acheté en 1921 par le PLM pour y réaliser des activités liées au chemin de fer. Conservé par la SNCF après la nationalisation du réseau, elle l'utilise comme lieu de production de rails soudés depuis sa création. Ce domaine qui est la première activité du site produit en 2011 des longs rails soudé (LRS) de 432 mètres en utilisant une technique de soudure par induction. La deuxième concerne la « création de matériel constitutif des installations caténaires et des ouvrages d'art ».
Sur le site on trouve également une plate-forme logistique (Infralog,).